# Pamela Martin
Pamela Martin (...) è una montatrice statunitense.
Ha ottenuto due nomination ai premi Oscar nella categoria miglior montaggio per il suo lavoro di montaggio in The Fighter e in Una famiglia vincente - King Richard.

## Filmografia
- Il colore del fuoco (1996)
- La casa del sì (1997)
- Little Miss Sunshine (2006)
- The Fighter (2010)
- Ruby Sparks (2012)
- Hitchcock (2012)
- La battaglia dei sessi (2017)
- Una famiglia vincente - King Richard (2021)
- Bob Marley - One Love (2024)
- Springsteen - Liberami dal nulla (2025)